# أمير أباد (أشنوية)
أمير أباد هي قرية في مقاطعة أشنوية، إيران. عدد سكان هذه القرية هو 1,478 في سنة 2006.